# Anna Floris
Anna Floris (ur. 15 maja 1982) – włoska tenisistka, występująca głównie w turniejach rangi ITF.
Międzynarodowe występy w turniejach rozpoczęła w 1997 roku, biorąc udział w niewielkich zawodach w hiszpańskim Balaguer, gdzie w pierwszej rundzie kwalifikacji przegrała z Yaiza Goni-Blanco z Hiszpanii. Pierwszy mecz w karierze wygrała tydzień później w następnym hiszpańskim turnieju w Tortosa, pokonując w rundzie kwalifikacyjnej Hiszpankę Anę Aragon. W 2001 roku wygrała swój pierwszy turniej singlowy w Katanii, we Włoszech. Na swoim koncie ma dwanaście tytułów singlowych i szesnaście deblowych w zawodach ITF.

## Wygrane turnieje singlowe
|     | Data       | Turniej            | Kat. | ($)    | Naw.   | Finalistka           | Wynik         |
| 1.  | 14/10/2001 | Katania            | ITF  | 10 000 | ziemna | Alexandra Kravets    | 6:4, 6:3      |
| 2.  | 04/11/2001 | Al-Mansura         | ITF  | 10 000 | ziemna | Olga Kałużnaja       | 7:6, 6:7, 6:3 |
| 3.  | 13/03/2005 | Neapol             | ITF  | 10 000 | ziemna | Raffaella Bindi      | 6:2, 6:3      |
| 4.  | 04/09/2005 | Vittoria           | ITF  | 10 000 | ziemna | Carla Suárez Navarro | 6:4, 7:5      |
| 5.  | 23/10/2005 | Settimo San Pietro | ITF  | 10 000 | ziemna | Regina Kulikowa      | 6:4, 4:1 ret. |
| 6.  | 02/04/2006 | Rzym               | ITF  | 10 000 | ziemna | Marina Szamajko      | 6:3, 6:0      |
| 7.  | 27/08/2006 | Tre Castagni       | ITF  | 10 000 | twarda | Regina Kulikowa      | 6:7, 6:0, 6:2 |
| 8.  | 11/03/2007 | Quartu Sant'Elena  | ITF  | 10 000 | twarda | Federica Di Sarra    | 6:1, 6:4      |
| 9.  | 02/09/2007 | Vittoria           | ITF  | 10 000 | ziemna | Agnese Zucchini      | 6:1, 6:4      |
| 10. | 21/10/2007 | Settimo San Pietro | ITF  | 10 000 | ziemna | Valentina Sassi      | 7:6, 6:3      |
| 11. | 19/10/2008 | Settimo San Pietro | ITF  | 10 000 | ziemna | Valentina Sulpizio   | 6:1, 6:3      |
| 12. | 18/10/2009 | Madryt             | ITF  | 50 000 | ziemna | Dia Ewtimowa         | 6:1, 6:3      |